# Chrysocrambus brutiellus
Chrysocrambus brutiellus là một loài bướm đêm trong họ Crambidae.